# Phaenocarpa josephi
Phaenocarpa josephi är en stekelart som beskrevs av Fischer 1975. Phaenocarpa josephi ingår i släktet Phaenocarpa och familjen bracksteklar. Inga underarter finns listade i Catalogue of Life.